# ورزشگاه برژر
ورزشگاه برژر (فرانسوی: Stade Bergeyre‎) یک ورزشگاه فوتبال در شهر پاریس بود.
در این ورزشگاه در سال ۱۹۱۸ تأسیس و در سال ۱۹۲۶ بسته شده‌است. این ورزشگاه میزبان بخشی از مسابقات فوتبال بازی‌های المپیک تابستانی ۱۹۲۴ بوده‌است.